# Криопомол
Криопомол (криоизмельчение англ. cryomilling, freeze grinding, cryogemic grinding) — механическое измельчение твердых тел при низких температурах, вплоть до температуры кипения жидкого азота (77 К).

## Описание
Значительное повышение хрупкости измельчаемых веществ и материалов при криогенных температурах позволяет превращать в порошок твердые тела, пластичные при комнатной температуре (резина, свинец), значительно уменьшать размер частиц при измельчении хрупких материалов и, в некоторых случаях, снизить затраты энергии на измельчение. Один из эффективных способов получения нанопорошков.